# Bryne
Bryne – miasto w południowo-zachodniej Norwegii, położone w regionie Rogaland, w siedziba gminy Time. Jest oddalone o około 25 km od Stavangeru i o około 35 km od miasta Egersund. Według danych z 2018 roku miasto liczy 12 084 mieszkańców. Jest to jedno z 50 największych miast Norwegii.
Leży na szlaku linii kolejowej Sørlandsbanen.

## Galeria

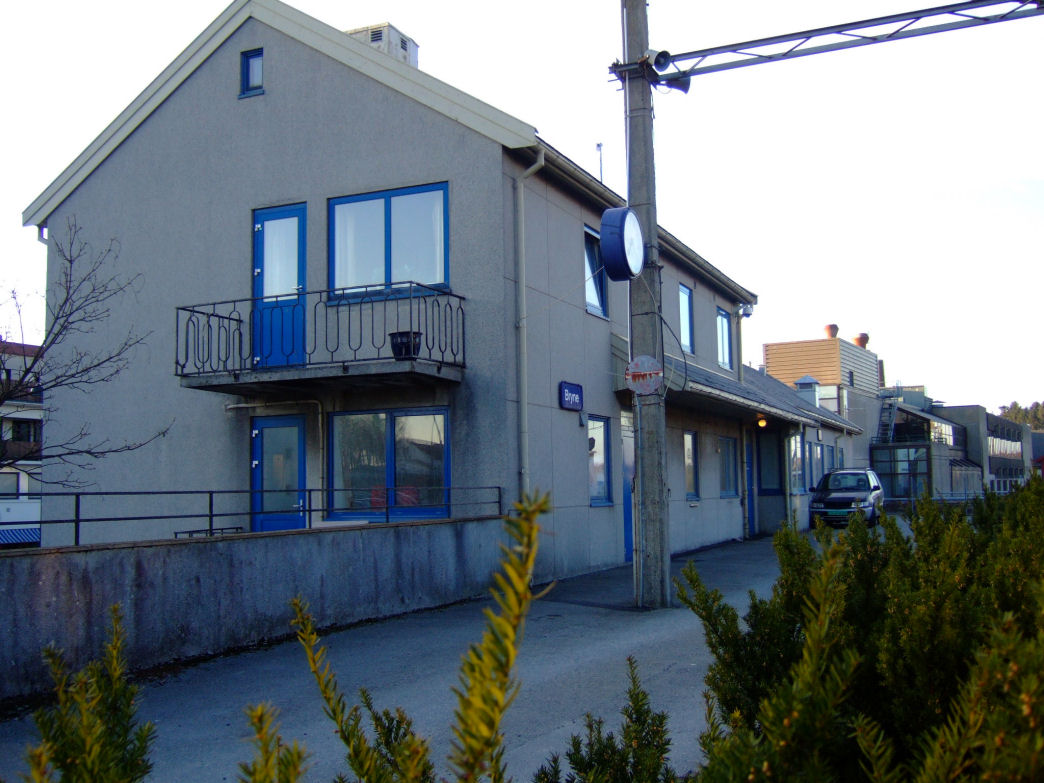
Stacja kolejowa
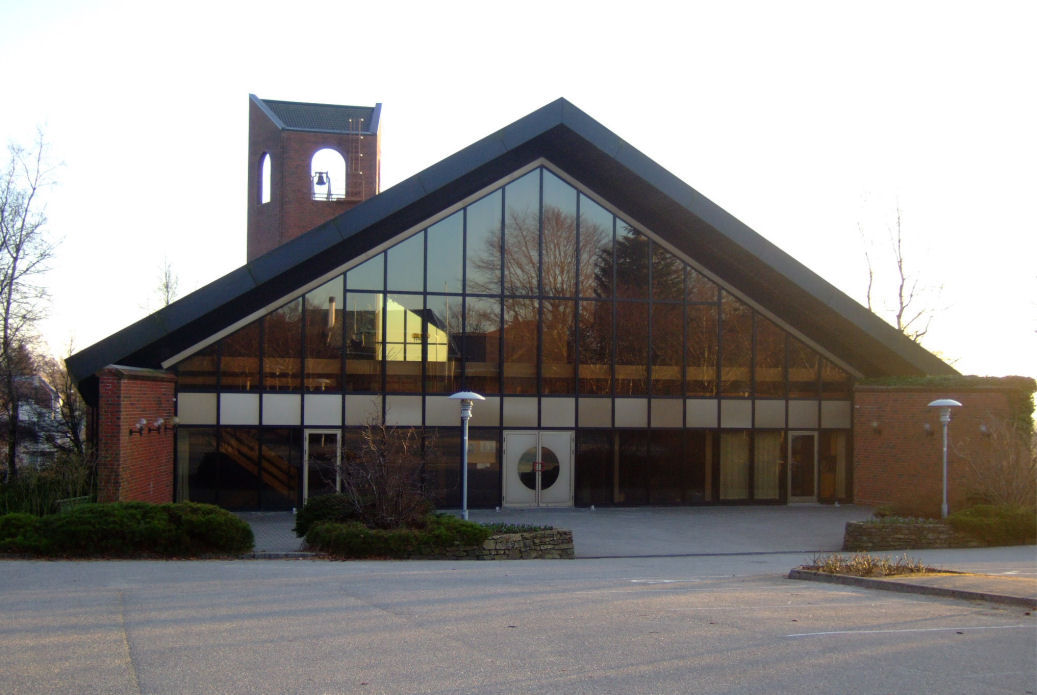
Kościół w Bryne
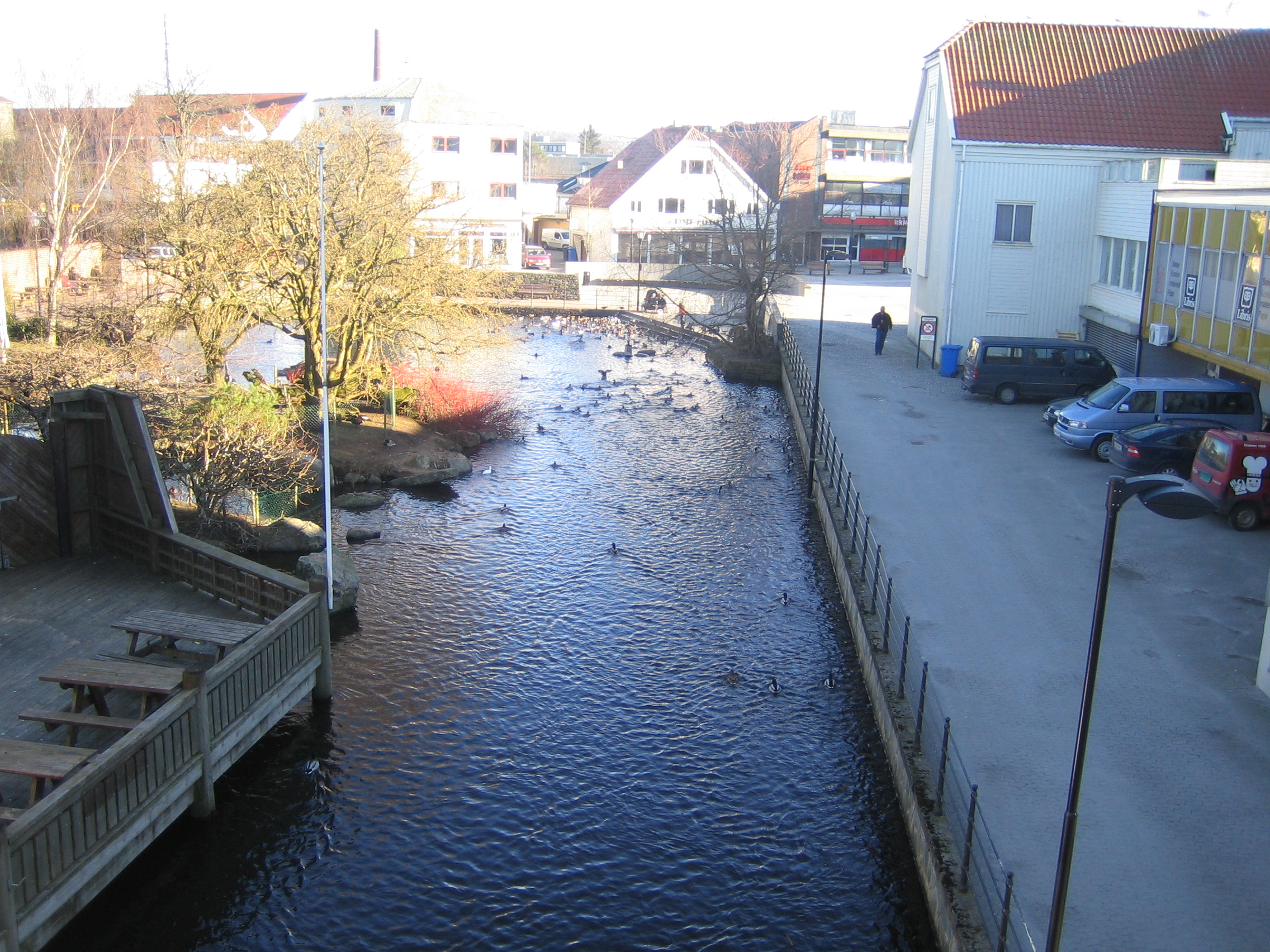
Staw na terenie skweru miejskiego